# 冷嘉植
冷嘉植（？—？），湖北監生人，清朝政治人物。
道光二十七年，接替蔡岐。擔任江蘇荆溪縣知縣。后由高长绅接任。